# Rezidiv
Ein Rezidiv (lat. recidere „zurückfallen“) ist das Wiederauftreten („Rückfall“) einer Krankheit oder psychischen Störung. Typischerweise passiert dies nach einer Behandlung, die zeitweilig erfolgreich war, oder nach spontaner Remission.

## Beispiele

### Krebs – Onkologie
Ein Rezidiv bei der Behandlung von Krebs wird meist durch eine unvollständige Entfernung des Tumors verursacht, die nach einiger Zeit zu einem erneuten Auftreten der Krankheit führen kann.
Wer in den fünf Jahren nach der Behandlung eines Tumors kein Rezidiv erfährt, gilt nach allgemeiner Norm als geheilt. Einige Tumoren können aber auch nach längerer Zeit ein Rezidiv verursachen.

### Klinische Psychologie
In der Klinischen Psychologie ist eine Reihe psychischer Störungen bekannt, die oft einen rezidivierenden Verlauf zeigen, insbesondere die meisten affektiven Störungen und die Schizophrenien. Eine zeitlich begrenzte Phase einer Störung wird in der klinischen Psychologie Episode genannt.

### Sucht
Mit dem Begriff Rückfall wird der Zustand eines entweder stofflich oder nichtstofflich Abhängigkeitserkrankten bezeichnet, der nach einem Entzug erneut entweder das Suchtmittel (wie z. B. Alkohol, Heroin, Kokain oder Nicotin) konsumiert oder sein vorheriges, nicht stofflich gebundenes Suchtverhalten (wie z. B. Spielsucht, Kaufsucht oder auch Sexsucht) zeigt.
Bei praktisch allen Suchterkrankungen gehört die Möglichkeit eines Rückfalls zum spezifischen Krankheitsbild.
Kann ein Rückfall nicht innerhalb der ersten Tage erfolgreich unter Kontrolle gebracht werden und wird weiterhin Abstinenz angestrebt, ist oft ein erneutes Durchleben des Entzugs erforderlich. Gegen einen Rückfall gibt es kein Allheilmittel, in der Regel ist jedoch die Meidung des alten (suchtbezogenen) Umfeldes die wichtigste Voraussetzung für dauerhafte Abstinenz. Mögliche Hilfe bieten außerdem ambulante oder stationäre suchttherapeutische Behandlung und der Besuch von Selbsthilfegruppen. Diese unterstützen dabei, Risikosituationen zu erkennen und Bewältigungtechniken zu entwickeln. Die Erkenntnisse zu effektiven Hilfemaßnahmen sind jedoch aufgrund der relativ hohen Zahl an Konsumenten, die unabhängig vom Hilfesystem ihren Konsum einstellen (maturing out), und die starke Unterschiedlichkeit individueller Konsumgründe und -muster vermutlich verzerrt. Umso wichtiger ist eine individuelle und unabhängige Betreuung.

### Weitere Erkrankungen
Rezidive können auch bei anderen Erkrankungen auftreten, beispielsweise bei einem bereits operierten Bandscheibenvorfall oder Entzündungen und Infektionen verschiedener Art.